# Federal funds rate

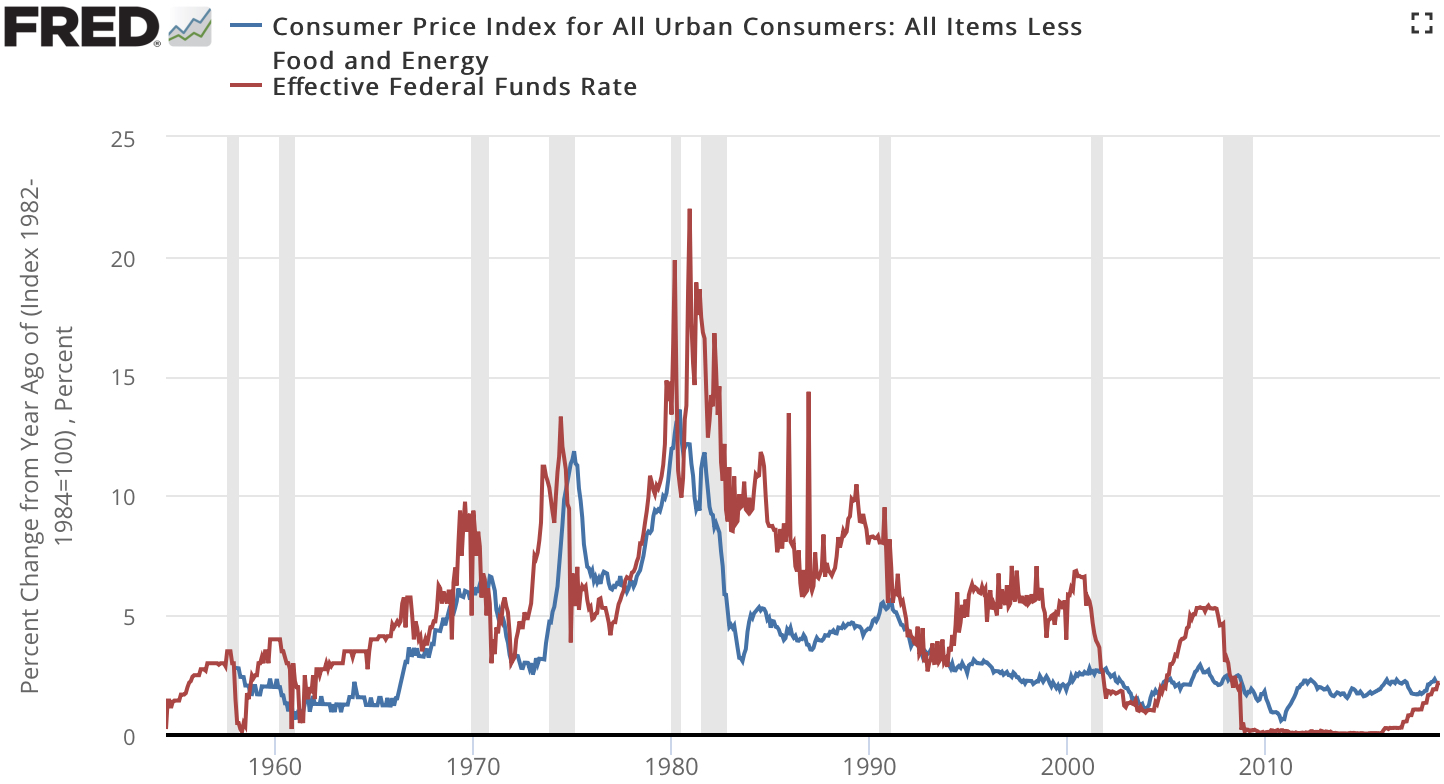
Comparativa entre las tasas de interés de los fondos federales y la inflación estadounidense.

En los Estados Unidos, la federal funds rate (tasa de interés de fondos federales) es una tasa de interés bajo la cual instituciones depositarias privadas (principalmente bancos) prestan dinero (fondos federales) en la Reserva Federal a otras instituciones depositarias, usualmente de un día para otro. Es la tasa de interés que los bancos se cobran entre sí cuando se prestan dinero. La modificación de esta tasa de interés es uno de los mecanismos que la reserva federal tiene para variar oferta de dinero en el mercado. La tasa objetiva de fondos federales es fijada en las reuniones del Federal Open Market Committee, que se realizan aproximadamente unas ocho veces por año.

## Mecanismo
Los bancos e instituciones depositarias de los Estados Unidos están obligados, por ley, a mantener ciertos niveles de reserva, ya sea como saldo en la Fed, o como efectivo en una bóveda. El nivel de estas reservas es determinado por el monto de activos y pasivos de cada institución, así como por la misma Fed, pero es típicamente un 10% del total de cuentas transaccionales del banco.
Por ejemplo, suponga que un banco estadounidense, en el curso normal de su negocio, emite un préstamo. Esto es un flujo de efectivo fuera del banco que disminuye la proporción de las reservas que el banco posee. Si el nivel de reservas cae por debajo del mínimo legal, el banco debe agregar fondos para cumplir con las regulaciones de la Fed. El banco puede, entre otras opciones, pedir dinero prestado de otro banco que tiene un superávit de fondos en la Fed. La tasa de interés que el banco debe pagar para obtener este dinero es negociada entre ambos bancos, y el promedio ponderado de esta tasa entre todas las transacciones entre bancos es lo que se conoce como la tasa de fondos federales efectiva.
La tasa nominal es la que se propone alcanzar la Fed, la cual modifican mediante operaciones de mercado abierto. Es decir, la tasa nominal es la tasa que la Fed desea que los bancos se cobren entre sí. El propósito de las operaciones de mercado abierto es influenciar la tasa efectiva de tal forma que sea igual o muy próxima a la tasa nominal. Cuando la prensa publica que la Fed ha cambiado la tasa de interés, usualmente se refiere a la tasa nominal. Por lo tanto, la tasa efectiva usualmente oscila en un rango muy cercano a la tasa nominal, pues la Fed no puede fijarla de facto.
Otra opción que tienen los bancos es pedir dinero prestado directamente de la Fed, en lo que se conoce como la "ventana de descuento" (discount window). Estos préstamos son sujetos a auditorías de la Fed, y su tasa de interés es más alta que la tasa de fondos federales. La tasa de interés de la ventana de descuento no debe ser confundida con la tasa de fondos federales.
Es posible inferir las expectativas del mercado sobre las decisiones de la Fed con respecto a las tasas de interés, mediante la observación de los contratos de futuros de tasas de interés que se transan en la bolsa Chicago Board of Trade.

## Aplicaciones
Los préstamos interbancarios son una forma rápida en que los bancos pueden aumentar su capital. Por ejemplo, un banco puede estar interesado en financiar una expansión industrial considerable para un determinado cliente, pero no tiene tiempo para esperar nuevos depósitos o cobros de interés. En este caso, el banco puede pedir los fondos necesarios de otros bancos a una tasa de interés igual o ligeramente mayor a la tasa de fondos federales.
Aumentar esta tasa de interés hace que sea menos atractivo para los bancos pedirse dinero entre ellos mismos, lo cual sube el costo de los préstamos para los clientes de los bancos. De la misma forma, bajar esta tasa de interés hace que el costo del dinero sea menor, por lo que la actividad de préstamos debería incrementar. Por lo tanto, esta tasa de interés es una forma de regular la actividad económica a nivel macro.

## Comparación con LIBOR
La tasa de fondos federales y LIBOR tienen los mismos objetivos, pero son distintas en los siguientes aspectos:
- La tasa de fondos federales es fijada por el FOMC y se aplica a las instituciones estadounidenses. LIBOR es un promedio obtenido entre los bancos internacionales más grandes del mundo, y es publicada por la Asociación de Banqueros Británicos (British Bankers Association, o BBA).

- La tasa efectiva es influenciada por la Fed mediante operaciones de mercado abierto ejecutadas en el Domestic Trading Desk en la Reserva Federal de Nueva York.